# Konary (Środa Śląska)
Pour les articles homonymes, voir Konary.
Konary est une localité polonaise de la gmina d'Udanin, située dans le powiat de Środa Śląska en voïvodie de Basse-Silésie.